# 442 (numero)
Quattrocentoquarantadue (442) è il numero naturale dopo il 441 e prima del 443.

## Proprietà matematiche
- È un numero pari.
- È un numero composto con 8 divisori: 1, 2, 13, 17, 26, 34, 221, 442. Poiché la somma dei suoi divisori (escluso il numero stesso) è 314 < 442, è un numero difettivo.
- È un numero sfenico.
- È un numero congruente.
- È un numero ondulante nel sistema di numerazione posizionale a base 5 (3232) e in quello a base 21 (101). In quest'ultima base è altresì un numero palindromo.
- È un numero a cifra ripetuta, nonché palindromo, anche nel sistema posizionale a base 25 (HH) e in quello a base 33 (DD).
- È un numero malvagio.
- È parte delle terne pitagoriche (42, 440, 442), (120, 442, 458), (170, 408, 442), (208, 390, 442), (280, 342, 442), (442, 2856, 2890), (442, 3744, 3770), (442, 48840, 48842).

## Astronomia
- 442P/McNaught è una cometa periodica del sistema solare.
- 442 Eichsfeldia è un asteroide della fascia principale del sistema solare.
- NGC 442 è una galassia spirale della costellazione della Balena.

## Astronautica
- Cosmos 442 è un satellite artificiale russo.